# Alberto Díaz Lira
Wenceslao Alberto Díaz Lira (Santiago, 8 de enero de 1874 - 27 de enero de 1937), fue un político y empresario chileno.

## Primeros años de vida
Nació en Santiago de Chile, fue hijo de Wenceslao Díaz Gallegos y María Luisa Lira.
Se casó con Juana Olea Escudero el 15 de diciembre de 1928, en su ciudad natal.

## Vida pública
Fue nombrado intendente de la provincia de Colchagua entre 1916 y el 31 de diciembre de 1918.
Tras su paso por Colchagua, Díaz se dedicó a negocios industriales y mineros, trasladándose a Bolivia. Regresó a Chile en marzo de 1920; en esa época era representante de la Compañía Petrolífera de Calacoto, y consideraba que la explotación de petróleo en el país altiplánico "tenía más superioridad para el capital chileno que para el norteamericano", logrando que el gobierno boliviano modificara la legislación "en sentido favorable para que pudieran hacerse grandes inversiones por capitalistas de Chile".
Fue presidente de Arauco Films.
Falleció en Santiago, a los 63 años de edad, a causa de un cáncer gástrico. Fue sepultado en el Cementerio General de Santiago.